# Grupo Garvey

Exterior Bodegas Garvey

Grupo Garvey, fundada en 1780, está considerada como una de las más importantes compañías en el sector del vino, brandy y espirituosos, tanto a nivel nacional como internacional, gracias a la reputación de sus productos que, actualmente, se pueden encontrar en más de 72 países.

## Historia
Fundada en 1780 por William Garvey Power, aristócrata irlandés del condado de Waterford, el cual consiguió en corto espacio de tiempo, hacer de Garvey una de las principales bodegas de Jerez. Patricio Garvey, su primogénito y heredero, continuó la tarea iniciada por su padre: criar los vinos y exportar en grandes cantidades.
En 2015 dos firmas de la compañía aparecen en la lista de personas morosos con hacienda: Complejo Bodeguero Bellavista SLU con una deuda de 13,2 millones y Garvey B.V. con 7,4.

## Empresas pertenecientes al grupo
Las siguientes empresas pertenecen al grupo:

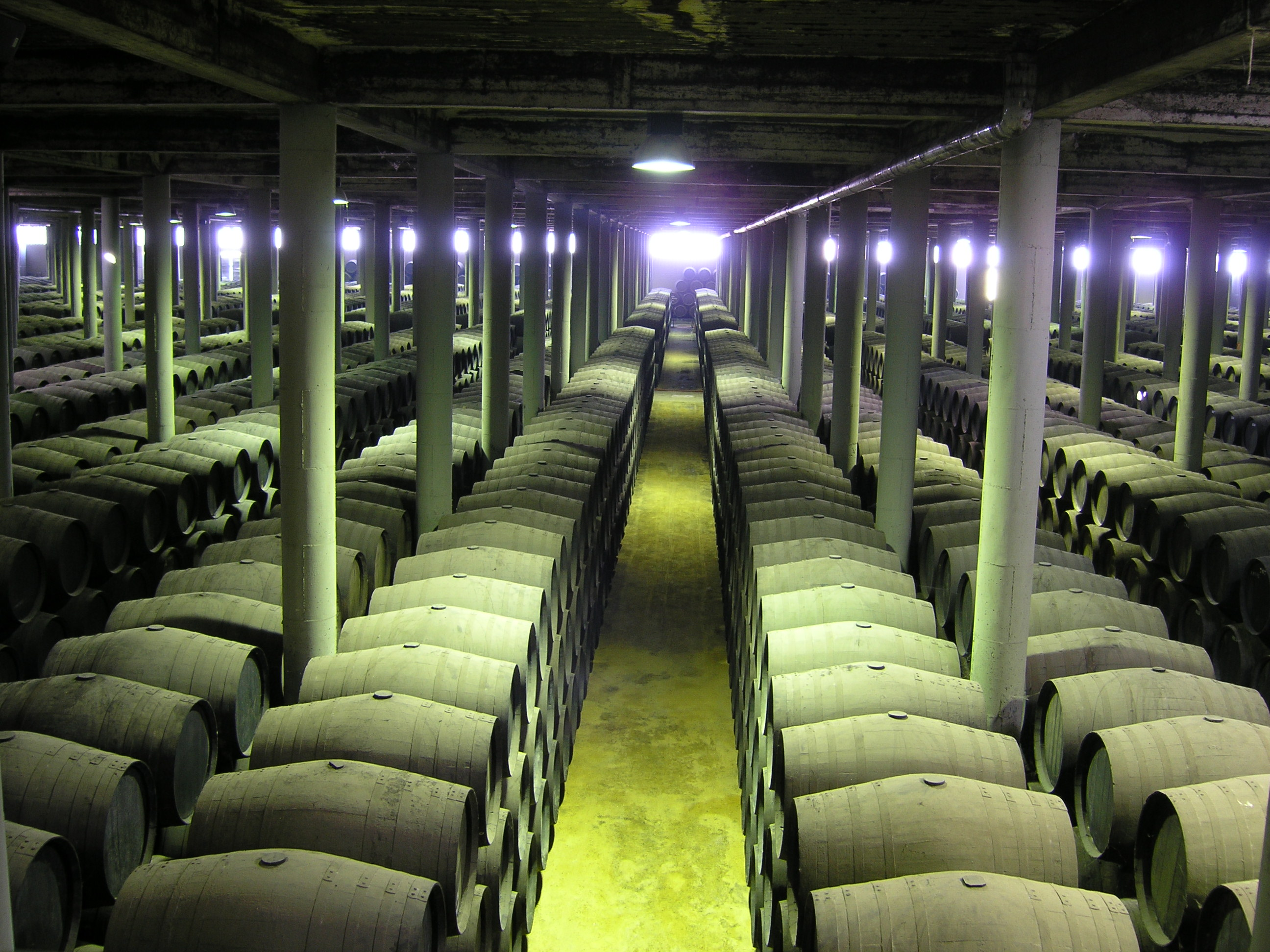
Bodegas Garvey

- Web oficial de Grupo Garvey
- Zoilo Ruiz-Mateos Archivado el 26 de septiembre de 2013 en Wayback Machine.

## Bodegas San Patricio
La firma Garvey, propietaria de las bodegas San Patricio con capital e influencias irlandesas en su origen, ha sido una de las empresas jerezanas que ha sabido vincularse a la nueva arquitectura. El arquitecto Miguel Fisac fue el encargado de buscar nuevas soluciones a la racional cobertura del programa ligado a la crianza del vino. Y su principal aportación, como en tantos cajones de su obra esta íntimamente relacionado con la seriación.
La incursión de Fisac en la arquitectura bodeguera de Jerez mediados los sesenta recogió las preocupaciones básicas de su arquitectura en este momento: se trata de un conjunto de pabellones formalmente unitarios que recurren a la abstracción y simplificación formal de sus volúmenes y a la cubrición por vigas postensadas de gran luz (15-22 metros) y sección hueca. En una ladera a sur, Fisac construye una bodega semienterrada, con cubierta proyectada con una capa vegetal de protección. El resto de las naves albergan crianzas de diferentes productos, su estructura se asimila más a la nave bodeguera tradicional, siendo su cubrición con cubierta plana sobre las ya clásicas vigas de hormigón prefabricadas que el autor utilizó en gran parte de su obra. Es en la pequeña pieza de recepción donde el juego formal se enriquece en un juego de limpios muros blancos sobre los que el hormigón se apoya en forma de planos.

## Productos
Entre sus productos destacan:

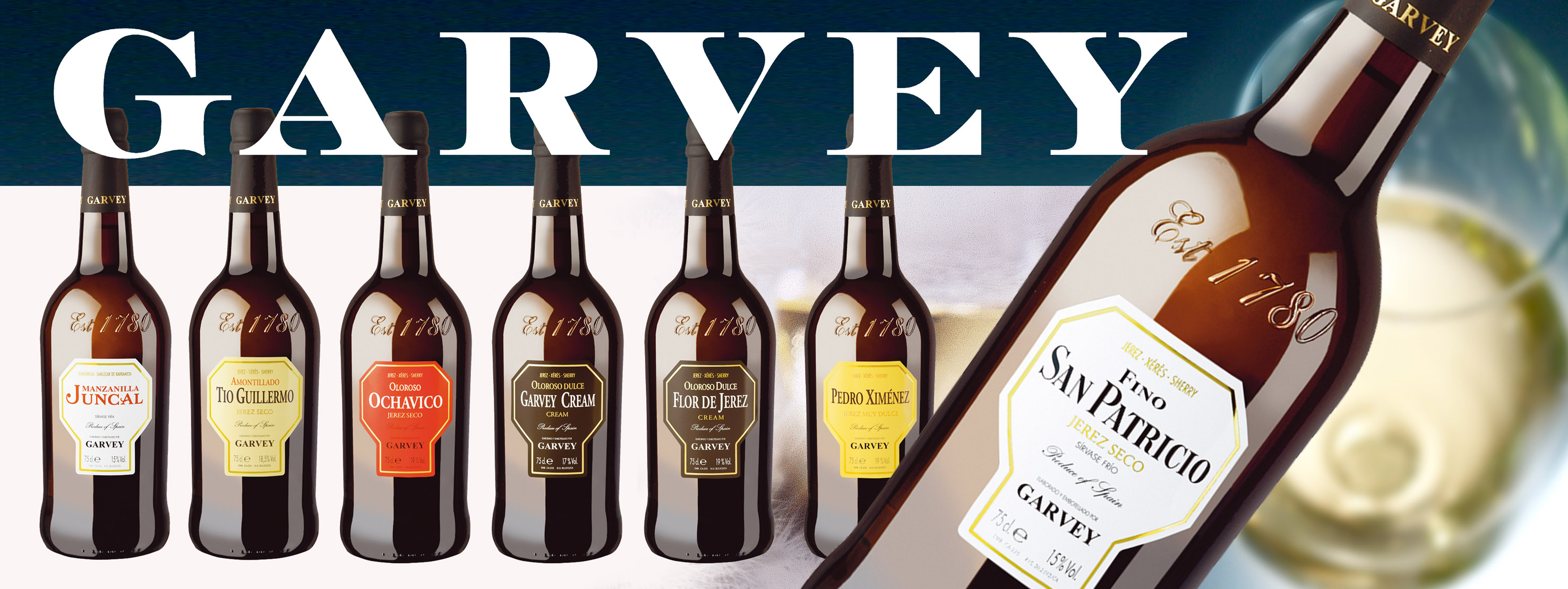
Gama Vinos Jerez

- Conde de Garvey, el brandy más caro del mundo.[5]
- Fino San Patricio Archivado el 16 de julio de 2013 en Wayback Machine.
- Brandy Espléndido Archivado el 28 de septiembre de 2013 en Wayback Machine.
- Garvey Caramel Archivado el 28 de septiembre de 2013 en Wayback Machine.
- Ponche Soto Archivado el 28 de septiembre de 2013 en Wayback Machine.

## Referencias

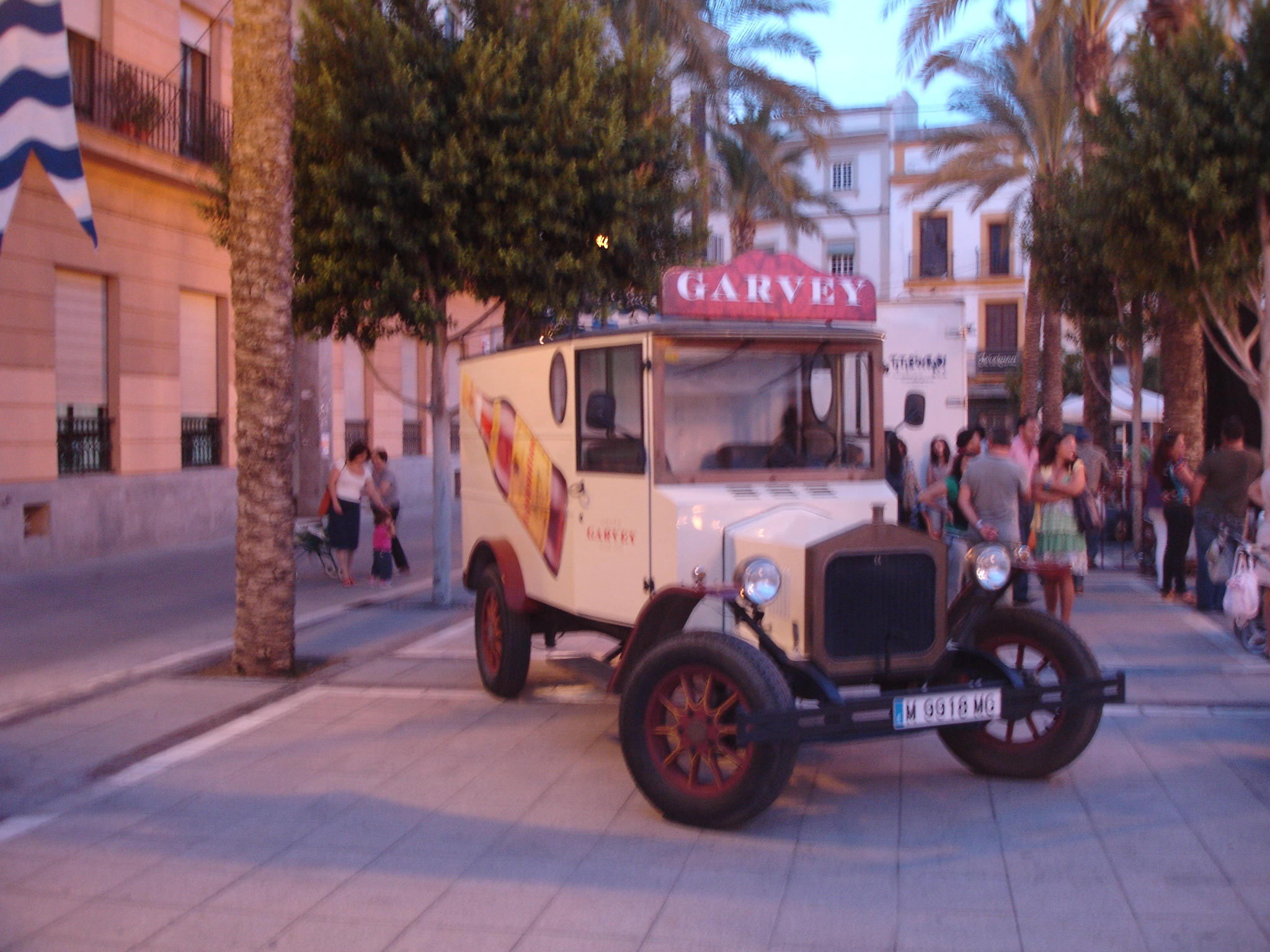
Coche publicitario.